# Microcylloepus thermarum
Microcylloepus thermarum är en skalbaggsart. Microcylloepus thermarum ingår i släktet Microcylloepus och familjen bäckbaggar. Inga underarter finns listade i Catalogue of Life.